# 加尼 (厄尔省)
加尼（法語：Gasny，法語發音：[ɡani]）是法国厄尔省的一个市镇，位于该省东部，属于莱桑德利区。

## 地理
加尼（49°5'32"N, 1°36'15"E）面积12.89 平方千米，位于法国诺曼底大区厄尔省，该省份为法国北部内陆省份，北起滨海塞纳省，西接奧恩省和卡爾瓦多斯省，南至厄尔-卢瓦省，东临瓦兹省、瓦兹河谷省和伊夫林省。
与加尼接壤的市镇（或旧市镇、城区）包括：布瓦热罗姆-圣旺、埃普特河畔韦克桑、厄贝库尔-阿里库尔、戈姆库尔、阿姆尼库尔、拉罗什吉永。

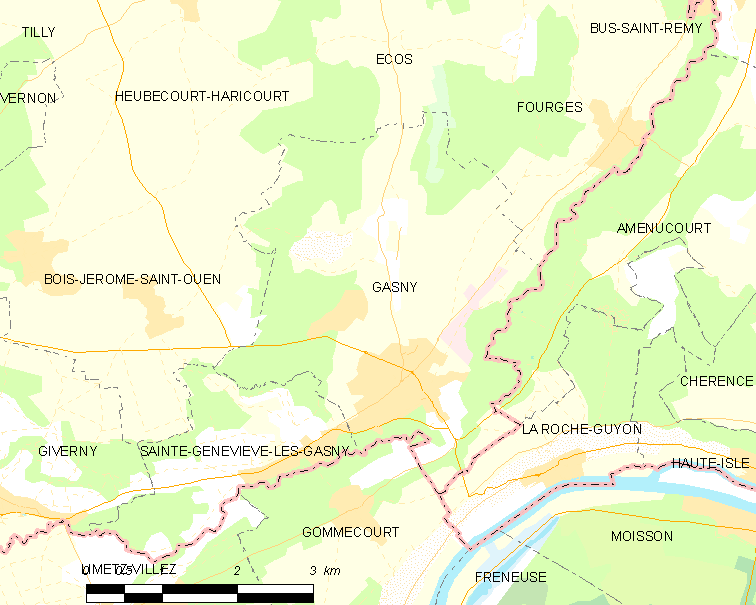
的OSM定位图

加尼的时区为UTC+01:00、UTC+02:00（夏令时）。

## 行政
加尼的邮政编码为27620，INSEE市镇编码为27279。

## 政治
加尼所属的省级选区为韦尔农县。

## 人口

1962-2008年间人口变化图示

加尼于2022年1月1日时的人口数量为3080人。